# Mikael Forssell
Mikael Kaj Forssell, né le 15 mars 1981 à Steinfurt (Allemagne), est un footballeur international finlandais qui évolue au poste d'attaquant de la fin des années 1990 à la fin des années 2010.

## Biographie

### Début de carrière
Forssell a commencé sa carrière à l'âge de 16 ans en Finlande au HJK Helsinki. Il ne restera au HJK que deux saisons et remportera avec ce club le championnat et la Coupe de Finlande. Ses qualités de dribble, sa grande forme et ses nombreux buts pour l'équipe de Finlande espoir, lui permettent d'être très vite remarqué par les plus grands clubs d'Europe. 

### Chelsea
En janvier 1998, pendant le mercato d'hiver, il signe pour Chelsea à l'âge seulement de 17 ans.
Mais Forssell a du mal à s'intégrer dans l'équipe et ne joue pas très souvent. 

### Prêts
Crystal Palace
Chelsea décide de prêter Forssell afin qu'il se perfectionne et lui donner plus de temps de jeu dans d'autres clubs.
Il fut d'abord prêté pour une saison à Crystal Palace en Championship mais malgré son arrivée, le club de seconde division frôle la relégation en 3e division et change d'entraîneur à trois reprises.
Borussia Mönchengladbach
Après cela, il fut de nouveau prêté une saison au Borussia Mönchengladbach en Bundesliga ou il se fait découvrir par le public allemand. Il a marqué à 7 reprises en 16 matchs pour le club.
Birmingham City
Puis en 2004, il fut prêté à Birmingham City en Premiership. Il a marqué 17 fois pour 32 matchs à Birmingham City (pendant son prêt). Durant la saison 2004-2005, à Birmingham City, Forssell a souffert une seconde fois dans sa carrière de ses genoux, ce qui lui a fait rater les trois quarts de la saison.

### Birmingham City
À l'été 2005, Forssell signe à Birmingham City pour un contrat de 3 ans pour 3 millions de livres (sa valeur est faible car il revient de blessure), Chelsea FC ayant décidé qu'il ne figurerait plus dans leur plan pour remporter le championnat. Durant la saison 2005-2006, ayant retrouvé sa meilleure forme après son retour de blessure, il lutte contre la relégation de Birmingham City mais il ne parvient pas à maintenir le club en Premiership.
Il a souffert également d'une nouvelle blessure en octobre 2006, le laissant sur le banc de touche jusqu'en janvier 2007. Il est revenu dans l'équipe première en février 2007 après avoir subi des opérations aux deux genoux.
Son bilan est très satisfaisant lors des matchs de préparation à la saison 2007-2008, ayant marqué 5 buts en 5 matchs. Son entraîneur, Steve Bruce, se dit très satisfait des performances de son joueur et de son retour en forme. Il a continué ses bonnes prestations au début de la saison 2007-2008, notamment contre Chelsea en ouvrant le score à la quinzième minute, et en offrant deux passes décisives en trois matchs. Fin septembre 2007, après de multiples douleurs au dos, il décide de se faire opérer et il sera indisponible pendant 1 mois.
Après l'arrivée du nouvel entraîneur, Alex McLeish, Forssell n'est plus un titulaire indiscutable et doit se battre contre des attaquants assez prometteurs comme Cameron Jerome, James McFadden, etc.
Le 23 février 2008, pour le match de la 27e journée face à Arsenal Football Club, le défenseur Martin Taylor se prend un carton rouge à cause de son terrible tacle sur Eduardo da Silva. Après l'expulsion de Taylor, Forssell se sacrifie pour faire rentrer un défenseur à sa place. Birmingham réussira tout de même à faire 2-2 face à Arsenal Football Club.   
Le 1er mars 2008, Forssell inscrit un hat trick face à Tottenham Hotspur ce qui permet à Birmingham City de remonter à la 16e place de la Premiership et comme veut la tradition, Forssell a pu emporter le ballon du match pour son hat trick.

### Hanovre 96
Le 31 mai 2008, Forssell signe un contrat de 2 ans avec Hanovre 96 alors qu'il était en fin de contrat avec Birmingham City.

### Leeds United
En septembre 2011, il signe un contrat d'un an avec Leeds United. Il est libéré par le club à l'issue de cette saison sans avoir marqué de but en 17 apparitions.

### Retour en Finlande
Le 31 octobre 2012, il signe un contrat de deux saisons en faveur du HJK Helsinki, son club formateur.

## Équipe nationale
Mikael Forssell fait ses débuts en équipe nationale de Finlande le 9 juin 1999 contre la Moldavie. Il a marqué son tout premier but en sélection le 28 février 2001 contre le Luxembourg. Forssell joue régulièrement en équipe nationale de Finlande. Son association avec Jari Litmanen est très bien réussie et fonctionne à merveille. La Finlande a souffert de ses multiples blessures et particulièrement lors des tours préliminaires de l'Euro 2004 et de la Coupe du monde 2006.

## Palmarès

### En club
- Champion de Finlande en 1997, en 2013 et en 2014 avec le HJK Helsinki
- Champion d'Angleterre en 2005 avec le Chelsea FC
- Vainqueur de la Coupe de Finlande en 1998 avec le HJK Helsinki
- Vice-champion de Championship en 2007 avec Birmingham City

### EnÉquipe de Finlande
- 87 sélections et 29 buts entre 1999 et 2014

### Distinctions individuelles
- Élu joueur du mois du Premier League en mars 2004